# Золота дзиґа (6-та церемонія вручення)
6-та церемонія вручення нагород національної кінопремії «Золота дзиґа» Української кіноакадемії за професійні досягнення у розвитку українського кіно за 2021 рік. 
Церемонія мала бути проведена навесні 2022 року, однак через повномасштабне вторгнення Росії в Україну, захід було скасовано, а згодом було прийнято рішення провести 6-ту церемонію разом із 7-ою в липні 2023 року, однак, зрештою переможців 6-ї церемонії було оголошено протягом 8-18 вересня 2023 року на офіційних сторінках премії у Facebook та Instagram. 
Номінанти були оголошені 30 червня 2023 року.

## Список лауреатів та номінантів
★Переможців виділено окремим кольором.

### Основні категорії
| Категорії                                                      | Номінанти | Номінанти | Номінанти |
| -------------------------------------------------------------- | --- | --- | --- |
| Найкращий фільм                                                | | ★ «Стоп-Земля» (продюсери Віталій Шереметьєв, Ольга Бесхмельниціна, Наталія Лібет, Віка Хоменко, режисерка Катерина Горностай) | ★ «Стоп-Земля» (продюсери Віталій Шереметьєв, Ольга Бесхмельниціна, Наталія Лібет, Віка Хоменко, режисерка Катерина Горностай) |
| Найкращий фільм                                                | • «Зошит війни» (продюсер Марко Супрун, режисер Роман Любий)                                                             | | |
| Найкращий фільм                                                | • «Із зав'язаними очима» (продюсер Валерія Сочивець, режисер Тарас Дронь)                                                | | |
| Найкращий фільм                                                | • «Носоріг» (продюсери Денис Іванов, Олег Сенцов, режисер Олег Сенцов)                                                   | | |
| Найкращий фільм                                                | • «Терикони» (продюсери Володимир Філіппов, Алла Овсяннікова, Андрій Суярко, Олександр Коваленко, режисер Тарас Томенко) | | |
| Найкращий фільм                                                | • «Цей дощ ніколи не скінчиться» (продюсер Максим Наконечний, режисерка Аліна Горлова)                                   | | |
| Найкращий режисер (премія імені Юрія Іллєнка)                  | | ★ Катерина Горностай — «Стоп-Земля»                                                                                            | ★ Катерина Горностай — «Стоп-Земля»                                                                                            |
| Найкращий режисер (премія імені Юрія Іллєнка)                  | • Тарас Дронь — «Із зав'язаними очима»                                                                                   | | |
| Найкращий режисер (премія імені Юрія Іллєнка)                  | • Олег Сенцов — «Носоріг»                                                                                                | | |
| Найкраща чоловіча роль                                         | | ★ Сергій Філімонов — «Носоріг» за роль «Носорога»                                                                              | ★ Сергій Філімонов — «Носоріг» за роль «Носорога»                                                                              |
| Найкраща чоловіча роль                                         | • Віктор Жданов — «Чому я живий» за роль Олекси                                                                          | | |
| Найкраща чоловіча роль                                         | • Арсеній Марков — «Стоп-Земля» за роль Сєні                                                                             | | |
| Найкраща жіноча роль                                           | | ★ Марина Кошкіна — «Із зав'язаними очима» за роль Юлії                                                                         | ★ Марина Кошкіна — «Із зав'язаними очима» за роль Юлії                                                                         |
| Найкраща жіноча роль                                           | • Катерина Молчанова — «Ми є. Ми поруч» за роль Маріанни (Марії-Анни)                                                    | | |
| Найкраща жіноча роль                                           | • Марія Федорченко — «Стоп-Земля» за роль Маші                                                                           | | |
| Найкраща чоловіча роль другого плану                           | | ★ Олександр Іванов — «Стоп-Земля» за роль Саші                                                                                 | ★ Олександр Іванов — «Стоп-Земля» за роль Саші                                                                                 |
| Найкраща чоловіча роль другого плану                           | • Євген Григор'єв — «Носоріг» за роль «Плюса»                                                                            | | |
| Найкраща чоловіча роль другого плану                           | • Сергій Лузановський — «Із зав'язаними очима» за роль Олега                                                             | | |
| Найкраща жіноча роль другого плану                             | | ★ Лариса Руснак — «Із зав'язаними очима» за роль мами                                                                          | ★ Лариса Руснак — «Із зав'язаними очима» за роль мами                                                                          |
| Найкраща жіноча роль другого плану                             | • Яна Ісаєнко — «Стоп-Земля» за роль Яни                                                                                 | | |
| Найкраща жіноча роль другого плану                             | • Олеся Островська — «Стоп-Земля» за роль мами Саші                                                                      | | |
| Найкраща жіноча роль другого плану                             | • Марія Штофа — «Носоріг» за роль сестри «Носорога»                                                                      | | |
| Найкращий оператор-постановник                                 | | ★ В'ячеслав Цвєтков — «Цей дощ ніколи не скінчиться»                                                                           | ★ В'ячеслав Цвєтков — «Цей дощ ніколи не скінчиться»                                                                           |
| Найкращий оператор-постановник                                 | • Юрій Король — «Ми є. Ми поруч»                                                                                         | | |
| Найкращий оператор-постановник                                 | • Михайло Любарський — «Терикони»                                                                                        | | |
| Найкращий оператор-постановник                                 | • Олександр Рощин — «Стоп-Земля»                                                                                         | | |
| Найкращий художник-постановник                                 | | ★ Максим Німенко — «Стоп-Земля»                                                                                                | ★ Максим Німенко — «Стоп-Земля»                                                                                                |
| Найкращий художник-постановник                                 | • Олексій Величко — «Сторонній»                                                                                          | | |
| Найкращий художник-постановник                                 | • Владлен Одуденко — «Ми є. Ми поруч»                                                                                    | | |
| Найкращий художник-постановник                                 | • Марія Шуб — «Із зав'язаними очима»                                                                                     | | |
| Найкращий сценарій                                             | | ★ Катерина Горностай — «Стоп-Земля»                                                                                            | ★ Катерина Горностай — «Стоп-Земля»                                                                                            |
| Найкращий сценарій                                             | • Олег Сенцов — «Носоріг»                                                                                                | | |
| Найкращий сценарій                                             | • Дмитро Томашпольський — «Сторонній»                                                                                    | | |
| Найкраща музика                                                | | ★ Мар'яна Клочко — «Стоп-Земля»                                                                                                | ★ Мар'яна Клочко — «Стоп-Земля»                                                                                                |
| Найкраща музика                                                | • Алла Загайкевич — «Терикони»                                                                                           | | |
| Найкраща музика                                                | • Сергій Синський — «Цей дощ ніколи не скінчиться»                                                                       | | |
| Найкраща музика                                                | • Мирослав Скорик — «Антон і червона химера»                                                                             | | |
| Найкраща пісня                                                 | ★ «Прийди / Come», авторка та виконавиця Мар'яна Клочко («Стоп-Земля»)                                                   | ★ «Прийди / Come», авторка та виконавиця Мар'яна Клочко («Стоп-Земля»)                                                         | |
| Найкраща пісня                                                 | • «На новий рік», Антон Сидорук, Дарина Янушкевич («На новий рік обіцяють сніг»), автор — Андрій Амосов                  | | |
| Найкраща пісня                                                 | • «Щедрик», автори та виконавці Богдан Фрікке, Олександр Дорошенко («На новий рік обіцяють сніг»)                        | | |
| Найкращий ігровий серіал                                       | | ★ «Кава з кардамоном» | ★ «Кава з кардамоном» |
| Найкращий ігровий серіал                                       | • «Мама. Продовження» | | |
| Найкращий ігровий серіал                                       | • «Слов'яни» | | |
| Найкращий документальний фільм                                 | ★ «Цей дощ ніколи не скінчиться» (режисерка Аліна Горлова, продюсер Максим Наконечний)                                   | ★ «Цей дощ ніколи не скінчиться» (режисерка Аліна Горлова, продюсер Максим Наконечний)                                         | |
| Найкращий документальний фільм                                 | • «Зошит війни» (продюсер Марко Супрун, режисер Роман Любий)                                                             | | |
| Найкращий документальний фільм                                 | • «Терикони» (продюсери Володимир Філіппов, Алла Овсяннікова, Андрій Суярко, Олександр Коваленко, режисер Тарас Томенко) | | |
| Найкращий короткометражний ігровий фільм (ім. Ю. А. Мінзянова) | | ★ «Папині кросівки» (режисерка Ольга Журба, продюсери Максим Асадчий й Олександр Чубко)                                        | ★ «Папині кросівки» (режисерка Ольга Журба, продюсери Максим Асадчий й Олександр Чубко)                                        |
| Найкращий короткометражний ігровий фільм (ім. Ю. А. Мінзянова) | • «Leopolis night» (режисер Нікон Романченко, продюсерка Катерина Горностай)                                             | | |
| Найкращий короткометражний ігровий фільм (ім. Ю. А. Мінзянова) | • «Оператор Вікторія», (режисерка Анна Яценко, продюсер Володимир Яценко)                                                | | |
| Найкращий короткометражний ігровий фільм (ім. Ю. А. Мінзянова) | • «Пелюшковий торт», (режисерка Анастасія Бабенко, продюсерки Ельміра Асадова-Оєторо, Марія Пономарьова)                 | | |
| Найкращий короткометражний ігровий фільм (ім. Ю. А. Мінзянова) | • «Фаза», (режисер Микола Засєєв, продюсери Наталія Лібет, Віталій Шереметьєв, Олександра Кравченко)                     | | |
| Найкращий короткометражний анімаційний фільм                   | ★ «Глибока вода» (режисерка Анна Дудко, продюсерка Олена Голубєва)                                                       | ★ «Глибока вода» (режисерка Анна Дудко, продюсерка Олена Голубєва)                                                             | |
| Найкращий короткометражний анімаційний фільм                   | • «Непотрібні речі» (режисер Дмитро Лісенбарт, продюсер Віталій Хало)                                                    | | |
| Найкращий короткометражний анімаційний фільм                   | • «Тигр блукає поруч» (режисерка Анастасія Фалілеєва)                                                                    | | |
| Найкращий дизайн костюмів                                      | | ★ Олена Гресь — «Стоп-Земля»                                                                                                   | ★ Олена Гресь — «Стоп-Земля»                                                                                                   |
| Найкращий дизайн костюмів                                      | • Костянтин Кравець — «Носоріг»                                                                                          | | |
| Найкращий дизайн костюмів                                      | • Надія Кудрявцева — «Сторонній»                                                                                         | | |
| Найкращий грим                                                 | | ★ Марія Пілунська — «Стоп-Земля»                                                                                               | ★ Марія Пілунська — «Стоп-Земля»                                                                                               |
| Найкращий грим                                                 | • Світлана Полікашкіна — «Носоріг»                                                                                       | | |
| Найкращий грим                                                 | • Віталій Скопелідіс — «Сторонній»                                                                                       | | |
| Найкращий звук                                                 | | ★ Борис Петер — «Земля Івана»                                                                                                  | ★ Борис Петер — «Земля Івана»                                                                                                  |
| Найкращий звук                                                 | • Михайло Закутський, Олег Головьошкін — «Стоп-Земля»                                                                    | | |
| Найкращий звук                                                 | • Сергій Степанський — «Із зав'язаними очима»                                                                            | | |
| Найкращий звук                                                 | • Василь Явтушенко — «Цей дощ ніколи не скінчиться»                                                                      | | |
| Найкращий монтаж                                               | ★ Нікон Романченко та Катерина Горностай — «Стоп-Земля»                                                                  | ★ Нікон Романченко та Катерина Горностай — «Стоп-Земля»                                                                        | |
| Найкращий монтаж                                               | • Ольга Журба — «Цей дощ ніколи не скінчиться»                                                                           | | |
| Найкращий монтаж                                               | • Роман Любий — «Зошит війни»                                                                                            | | |
| Найкращі візуальні ефекти                                      | ★ Олексій Кудима, Микола Костомаров — «Стоп-Земля»                                                                       | ★ Олексій Кудима, Микола Костомаров — «Стоп-Земля»                                                                             | |
| Найкращі візуальні ефекти                                      | • Олексій Голуб — «Сторонній»                                                                                            | | |
| Найкращі візуальні ефекти                                      | • Олексій Москаленко — «Носоріг»                                                                                         | | |

### Спеціальні нагороди
| Нагорода                                               | Лауреати | Лауреати             | Лауреати             |
| ------------------------------------------------------ | -------- | -------------------- | -------------------- |
| Премія за внесок у розвиток українського кінематографа |          | ★Євген Сивокінь      | ★Євген Сивокінь      |
| Відкриття року                                         |          | ★ Катерина Горностай | ★ Катерина Горностай |